# Lijst van Otophryninae
Onderstaand een lijst van alle soorten kikkers uit de familie Microhylidae en de onderfamilie Otophryninae. De lijst is gebaseerd op Amphibian Species of the World.
Familie Otophryninae
- Otophryne pyburni
- Otophryne robusta
- Otophryne steyermarki
- Synapturanus mirandaribeiroi
- Synapturanus rabus
- Synapturanus salseri